# Modesto de Jerusalén
Modesto de Jerusalén (fallecido el 16 de diciembre de 630) fue un Patriarca de Jerusalén, que es conmemorado como santo por la Iglesia católica el 17 de diciembre, y por la Iglesia ortodoxa, el 17 de mayo, el 29 de marzo o el 16 de diciembre
. El calendario palestino-georgiano lo venera el 16 de diciembre y el 19 de octubre en el Acta Sanctorum.

## Vida

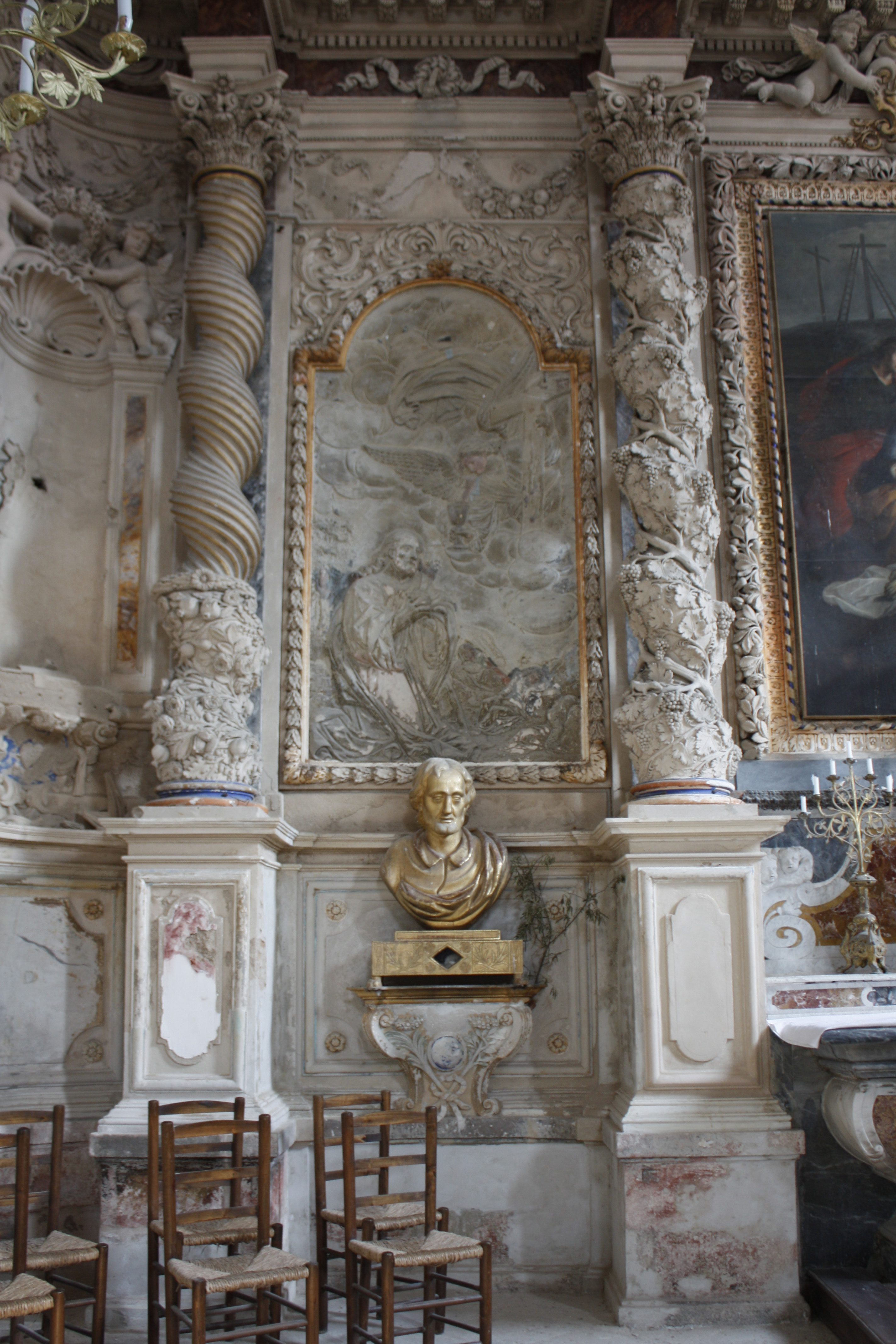
Aigues Mortes-Capilla de los Penitentes grises de Jesús al Monte de los Olivos; delante de ella se encuentra un busto relicario de madera dorada San Modesto de Jerusalén

Nació en la Sebasteia (Capadocia). A la muerte de sus padres, de cinco meses de edad, fue criado como cristiano. De adulto fue vendido como esclavo en Egipto, pero convirtió a su amo pagano al cristianismo y fue liberado por él. Se retiró al Monte Sinaí para vivir como asceta, y más tarde fue nombrado abad del Monasterio de San Teodosio en Palestina.
En el año 614 Cosroes II destruyó Jerusalén, mató a 66.509 cristianos y capturó al Patriarca de Jerusalén (entonces Zacarías), a otros cristianos y a la Vera Cruz. Modesto se dirigía a reunir tropas griegas para oponerse a esto y fue rodeado por las tropas persas, teniendo una escapada por los pelos. Modesto fue elegido entonces para sustituir a Zacarías como Patriarca. Enterró a los monjes asesinados en el monasterio de San Sabbas el Santificado y reconstruyó el Santo Sepulcro, las iglesias y los monasterios de la ciudad con ayuda de Juan el Limosnero, Patriarca de Alejandría. Se convirtió en patriarca por derecho propio tras la muerte de Zacarías en Persia cuando Heraclio visitó la ciudad para restaurar la Vera Cruz en marzo de 630. A la muerte de Modesto fue enterrado en la Iglesia de la Eleona en el Monte de los Olivos.